# Agranulocyt

monocyt

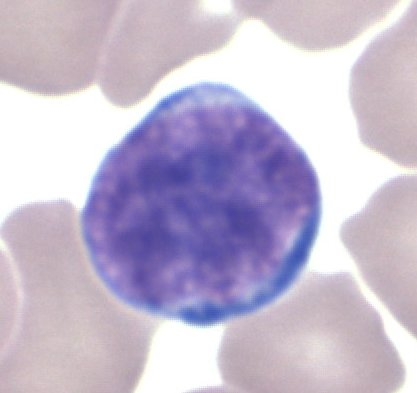
lymfocyt

Leukocyten zijn onder te verdelen in 2 groepen: granulocyten en agranulocyten. Agranulocyten kunnen zowel wél als geen granulocyten bevatten. Het verschil met granulocyten is dan ook niet óf de leukocyt granulocyten bevat, maar van welke soort de granulocyten zijn. Als een leukocyt geen of niet-specifieke granula bevat valt het onder de groep agranulocyten. Onder deze groep vallen de lymfocyten en monocyten. De enige uitzondering zijn de NK-cellen (lymfocyt). Deze bevatten wel specifieke granula alleen vallen toch onder de agranulaten.